# Les Risques de l'aventure
Pour plus de détails, voir Fiche technique et Distribution.
Les Risques de l'aventure (High Risk) est un film américain  réalisé par Stewart Raffill et sorti en 1981.

## Fiche technique
- Titre original : High Risk
- Titre français : Les Risques de l'aventure
- Réalisation : Stewart Raffill
- Scénario : Stewart Raffill, Fernando Celis
- Musique : Mark Snow
- Direction artistique : Ron Foreman
- Costumes : George Little
- Photographie : Alex Phillips Jr.
- Son : Tom Cornwell David Elliott
- Montage : Tom Walls
- Production : Gerald Green Joseph Raffill
- Société(s) de production : City Enterprise
- Pays de production :  États-Unis
- Langue originale :  anglais
- Format :  couleur
- Durée : 94 minutes
- Dates de sortie :
  - France : 7 juillet 1982
  - Royaume-Uni : 11 novembre 1982
- Classification (facult.)

## Distribution
- James Brolin : Stone
- Anthony Quinn (VF : Henry Djanik) : Mariano
- Lindsay Wagner : Oli
- James Coburn : Serrano
- Ernest Borgnine : Clint
- Cleavon Little : Rockney